# Костел Пресвятої Діви Марії Переможниці (Краків)
Костел Пресвятої Діви Марії Переможниці (пол. Kościół Matki Bożej Zwycięskiej) — римсько-католицький парафіяльний храм у польському місті Краків. 
Це модерністська будівля із залізобетону і цегли, спроєктована інженером Тадеушем Рутою. Будівництво почалося в 1937 році. У 1939 році будівництво завершили, проте Друга світова війна перервала подальшу роботу. Німці в будівлі церкву організували склад. Після війни, будівлю відремонтовано та завершено облаштування інтер'єру. Будівництво цер костелу завершили в 1947 році.
Храм освятив 26 жовтня 1975 року кардинал Кароль Войтила.